# Margarete Jonasová
Margarete Jonasová (rozená Towarek; 13. června 1898 Vídeň – 7. srpna 1976 Vídeň) byla manželka rakouského politika Franze Jonase (1899–1974) a první dáma během jeho působení ve funkci spolkového prezidenta v letech 1965–1974.

## Život
V roce 1922 se provdala za Franze Jonase, který v té době pracoval jako korektor. Manželství zůstalo bezdětné.
Je pohřbena po boku svého manžela v prezidentské kryptě na Vídeňském ústředním hřbitově.